# 乔舒亚·伊卢斯特雷
乔舒亚·伊卢斯特雷（英語：Joshua Ilustre；1994年1月23日—），关岛中长跑运动员。他曾参加2016年夏季奧林匹克運動會的男子800公尺比賽，但因在预赛中违规而被取消资格。

## 生平
乔舒亚·伊卢斯特雷于1994年1月23日出生在关岛塔穆宁。伊卢斯特雷毕业于乔治·华盛顿高中，在高中时期参加了大洋洲锦标赛、密克罗尼西亚地区锦标赛、香港城市田径锦标赛和太平洋山区体育联盟室内田径锦标赛。
他凭借优异的成绩被波特兰大学录取，在大二时作为练习生加入了田径队，最终成功获得生物学学士学位。

### 2016年夏季奥林匹克运动会
2016年7月，关岛田径协会主席玛丽萨·佩洛伊通知他将参加奥运会。关岛在田径项目上获得了两个非常规名额，一男一女。
伊卢斯特雷参加了男子800米比赛的第四组预赛。比赛结束后一个小时，他得知自己因跑道犯规被取消资格。其教练德里克·曼德尔（Derek Mandell）提出了上诉，但等待了12个小时后得知上诉失败。曼德尔认为视频证据显示违规情况不明确，但裁判团宣布维持原决。他以1分58秒的成绩完赛，打破了先前2分01秒的最好成绩，然而由于被取消资格，他的个人记录仍停留在2分01秒。由于伊卢斯特雷在预赛排名倒数第一，即使未被取消资格也无晋级的可能性。
赛后，伊卢斯特雷表示被取消资格就像“一巴掌打在脸上”，他向给予巨大支持的关岛人民表示感谢，并声明他的田径生涯不会因此结束。他希望提高自己1分58秒的非官方最好成绩，争取突破还差5秒的关岛纪录。

### 奥运会后
奥运会结束后，他休息了一个月以恢复精神和身体，随后回到波特兰担任医学转录员，工作七个月后因思乡返回关岛。回到关岛后，他一直帮助其父亲经营椰子生意，并在阿加尼亚一家名为的运动服装店兼职工作。